# Consul Reef
Das Consul Reef (wörtlich aus dem Englischen übersetzt Konsulriff) ist eine Gruppe von Rifffelsen vor der Westküste der Antarktischen Halbinsel. Es bildet das südliche Ende der Dion-Inseln und liegt vor dem südlichen Ende der Adelaide-Insel.
Das UK Antarctic Place-Names Committee benannte es 1963 in Anlehnung an die Benennung weiterer geografischer Objekte in der Umgebung, die allesamt Namen in Assoziation mit einem Hofstaat tragen.